# NS 200
De NS locserie 200 (ook aangeduid als Sik) zijn voornamelijk door Werkspoor gebouwde locomotoren die bij de Nederlandse Spoorwegen veel werden gebruikt voor het rangeren met goederenwagens en het rijden van korte goederentreinen. Ook op verschillende particuliere bedrijfsterreinen waren deze locomotoren in gebruik.
Deze locomotoren werden in de periodes 1934-1940 en 1949-1951 geleverd en werden oorspronkelijk "Groote Sik" genoemd. Aanvankelijk waren de sikken groen geschilderd, vanaf de jaren zeventig werd dit de geel-grijze NS-huisstijl. Anno 2008 zijn vrijwel alle locomotoren buiten gebruik gesteld omdat ze volgens de Arbonormen onveilig zouden zijn, wegens het ontbreken van een goede dodemansinstallatie. Er zijn nog wel enkele exemplaren bij museumorganisaties in gebruik.

## Historie
Doordat stoomlocomotieven alleen aanwezig waren op grotere stations, was het lastig om op kleinere stations rangeerbewegingen uit te voeren. Er was hier wel behoefte aan, maar het was economisch onverantwoord. Hiervoor was een locomotor beter geschikt. Ook was deze gemakkelijker te bedienen, waarop dan een goedkopere rangeerder kon worden ingezet. Verder werden de locomotoren ook gebruikt om goederenwagens op kleinere stations op te halen of af te geven. Deze werden dan op een groter station in de doorgaande goederentreinen opgenomen.

## Techniek
Rangeren ging met de eerste locomotoren wegens hun geringe trek- en vooral remkracht niet snel, het trekken of duwen van meer dan zes beladen goederenwagons werd al snel problematisch. De locomotor had geen luchtdrukremmen, en aanvankelijk hadden ze een automatische koppeling. Ook was het mogelijk om de locomotor vanaf de treeplanken aan de zijkanten te bedienen. De locomotoren werden aangedreven met een dieselelektrische krachtbron. De locomotoren gingen buiten dienst met een driecilinder 'Stork Ricardo' viertaktmotor. Deze dreef een generator aan, die de elektromotoren voedde. Heel bijzonder aan deze locomotor was dat er geen speciaal koelmiddel (water met antivries) werd gebruikt maar dat de dieselbrandstof zelf als koelmiddel diende. Dit leverde een automatische "laag koelmiddel niveau - beveiliging" op (geen koelmiddel = geen brandstof = motor stopt) en werd dus verder niet bewaakt.
Omdat er geen compressor nodig was, moest ook een oplossing worden gevonden voor de fluit/toeter. Daar elektrische toeters niet zo luid kunnen zijn moest er luchtdruk gebruikt worden. Omdat alleen de uitlaat genoeg luchtdruk opbrengt, werd er gekozen om een hulpstuk op de uitlaat te plaatsen. Door aan het koord te trekken, werd het hulpstuk in de uitlaatluchtstroom geplaatst en klonk een trillende fluit al naargelang het toerental van de motor.
De remmen zijn vrij makkelijk te bedienen. De locomotor heeft een handrem, een valrem en een voetrem. De val- en voetrem zijn vanaf buiten makkelijk te bedienen. De voetrem is een traphendel die de remblokken tegen de wielen aandrukt. De handrem doet hetzelfde, alleen met een draaihendel vanuit de cabine. De valrem is een verticaal draaiende hendel die door zijn gewicht aan de hendel helpt remkracht uit te oefenen en de locomotor stil te laten staan wanneer de bediener afstapt. Ook is hiermee de remkracht preciezer te bepalen. In alle gevallen wordt het remwerk volledig mechanisch aangedreven.
De valrem moest natuurlijk worden vastgezet indien de locomotor in een trein als wagen werd getransporteerd ('in opzending'). Dit gebeurde door middel van een schroef en moer. Indien hij niet was vastgezet kon de valrem naar voren vallen als de trein remde, en zo een ongewilde remwerking uitoefenen.
Zodra de locomotor dan uit de trein werd gehaald, moesten de schroef en moer verwijderd worden, anders werkt de valrem niet. Veel locomotoren zijn slachtoffer van oploopbotsingen geworden, doordat de rangeerder vergeten had de schroef en moer te verwijderen en er dus onvoldoende remvermogen beschikbaar was.
Als werkpaard was de locomotor zeer gewaardeerd in de lichte rangeerdienst op kleinere stations of emplacementen, een taak die zij goed aankon.
De locomotor werd alleen bediend door rangeerder of personeel van "Weg en Werken", maar bijna nooit door machinisten.

## Nog bestaande en verdwenen locomotoren
Volgens een overzicht van de Stichting De Locomotor zijn er van de 169 locomotoren van de serie 200 circa 89 bewaard gebleven en 80 verdwenen of gesloopt. Een locomotor, de 207, 354, 272 of 364, ging halverwege de jaren zeventig naar Bodio in Zwitserland.
- 49 locomotoren → musea / stichtingen
- 18 locomotoren → monumenten.
- 9 locomotoren → bedrijven
- 10 locomotoren → particulieren
- 83 locomotoren → verdwenen / gesloopt

## Galerij

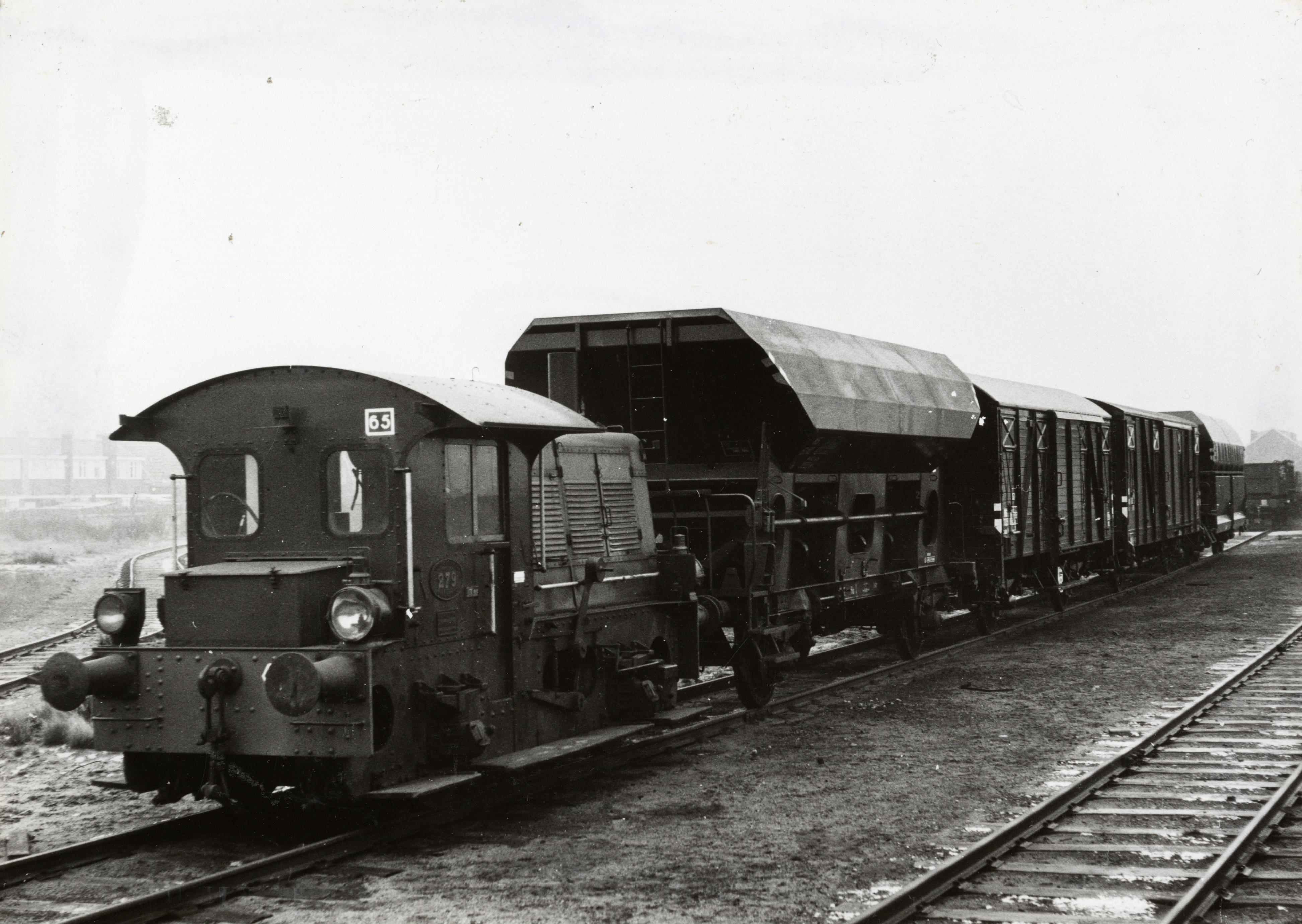
Goederentrein getrokken door locomotor nr. 279, op het emplacement te Amersfoort, 1961
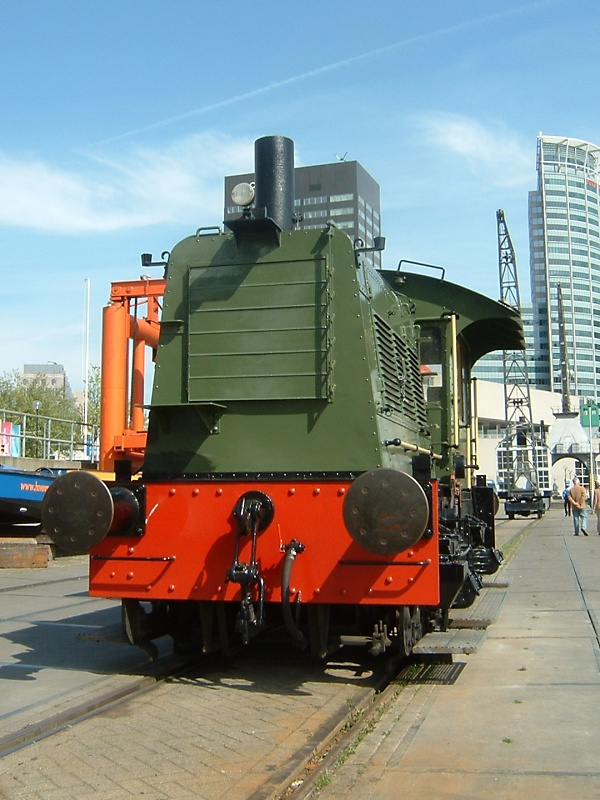
Sik 347 in het Rotterdams Havenmuseum.
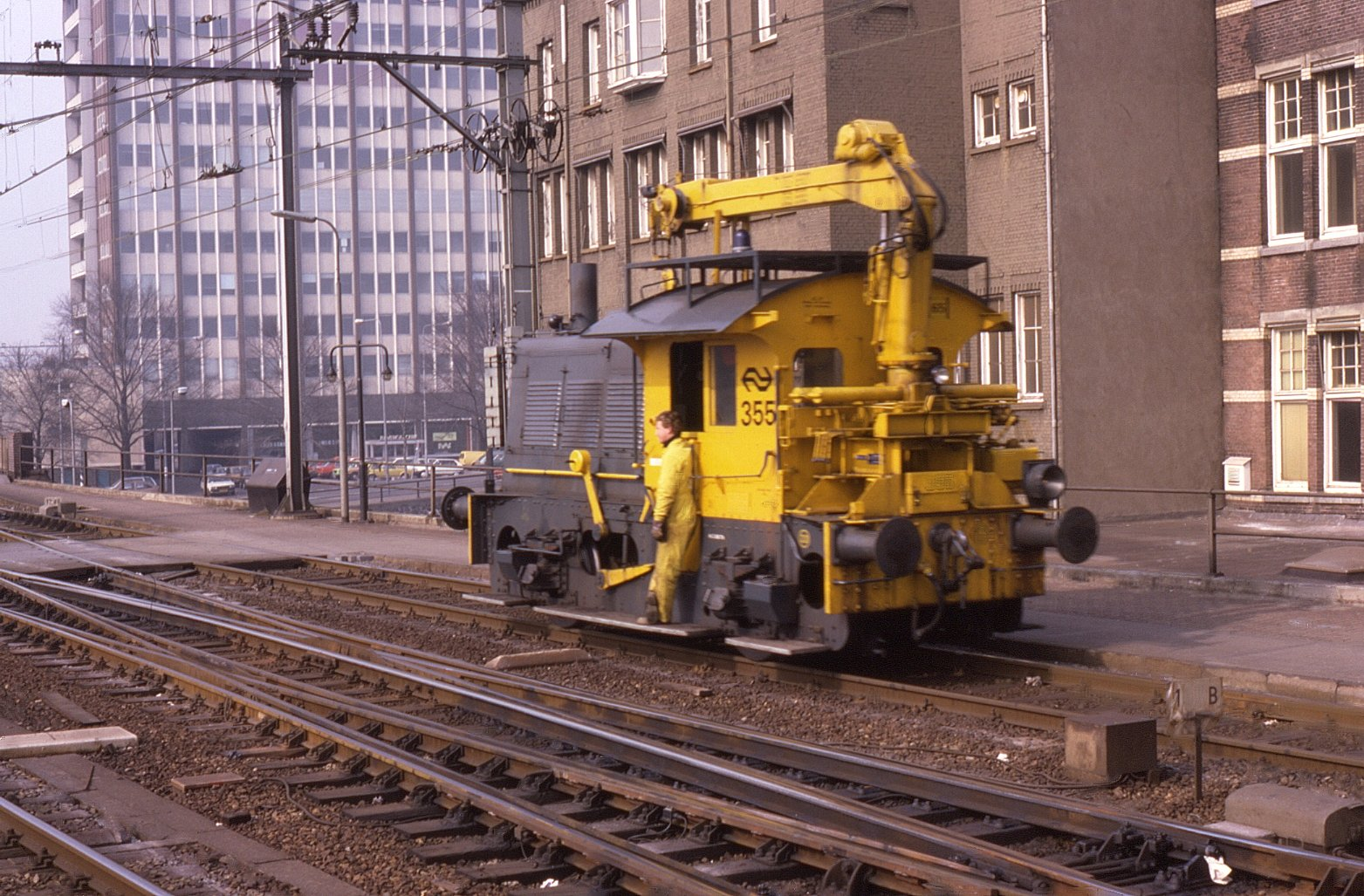
Kraansik 355  te Station Amsterdam Centraal; 1986.
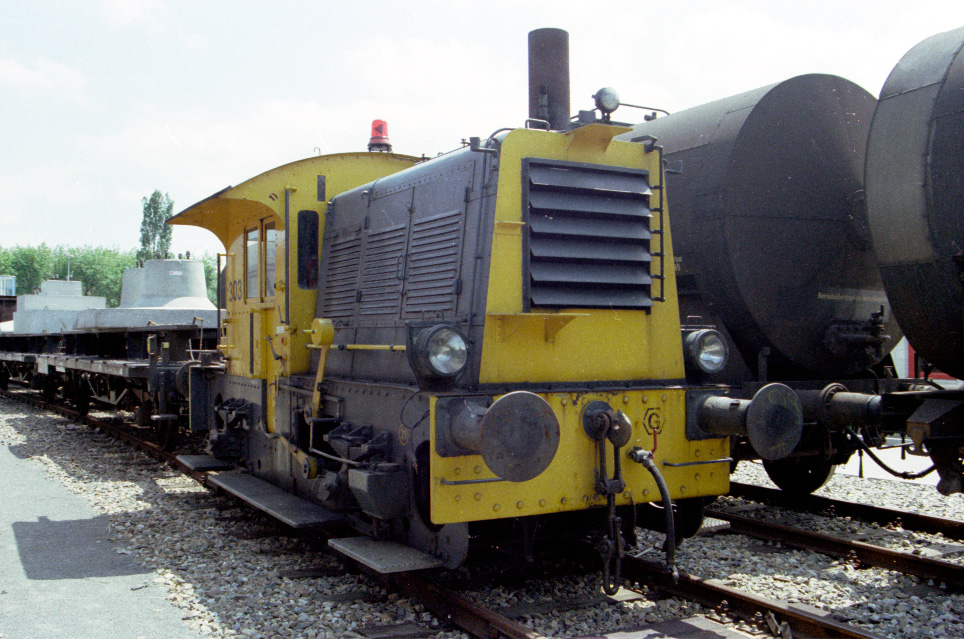
Locomotor NS 303.
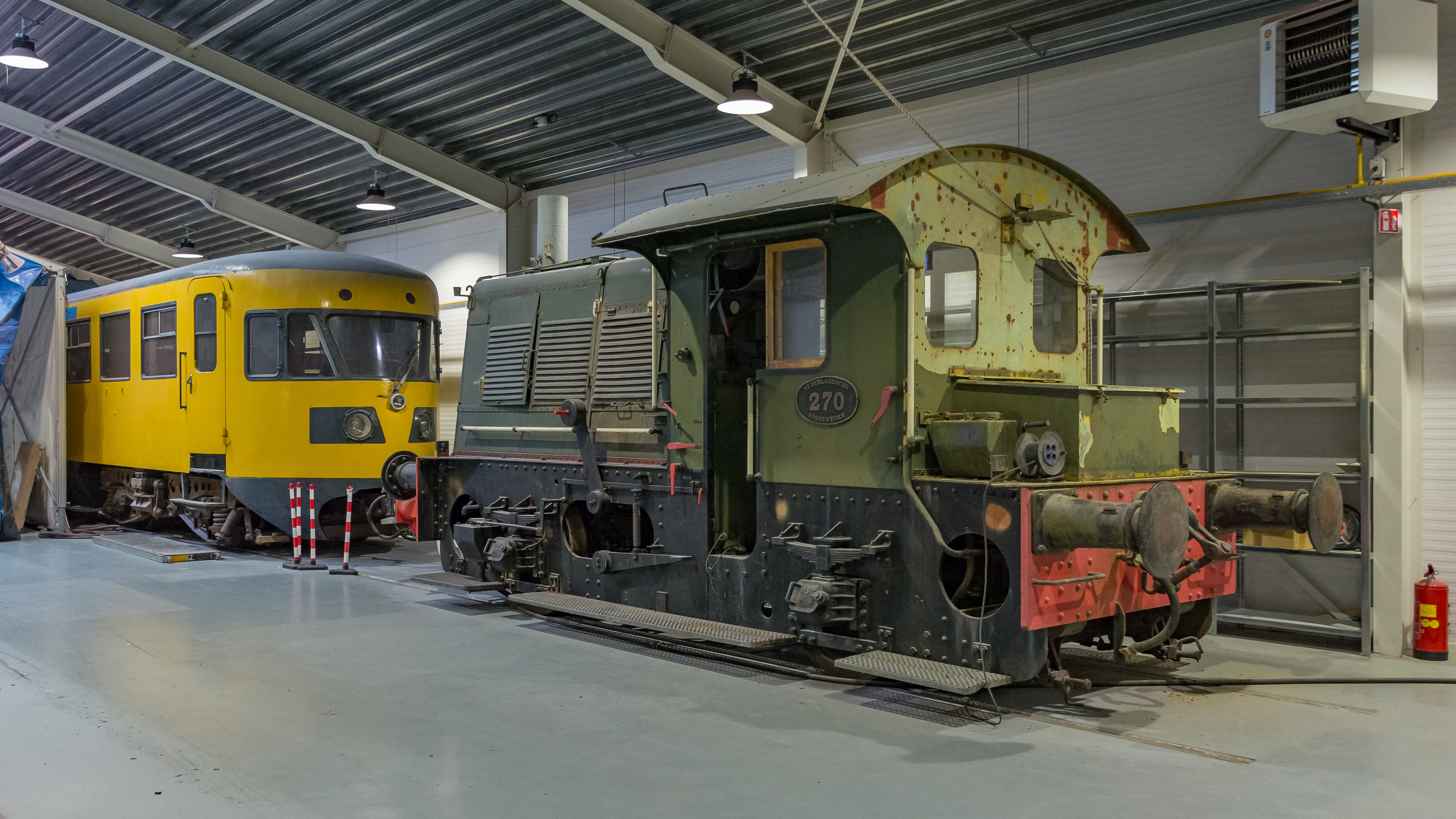
Sik 347 bij Transit Oost te Winterswijk. Er achter treinstel NS 186 (Plan X); 20 juni 2017.
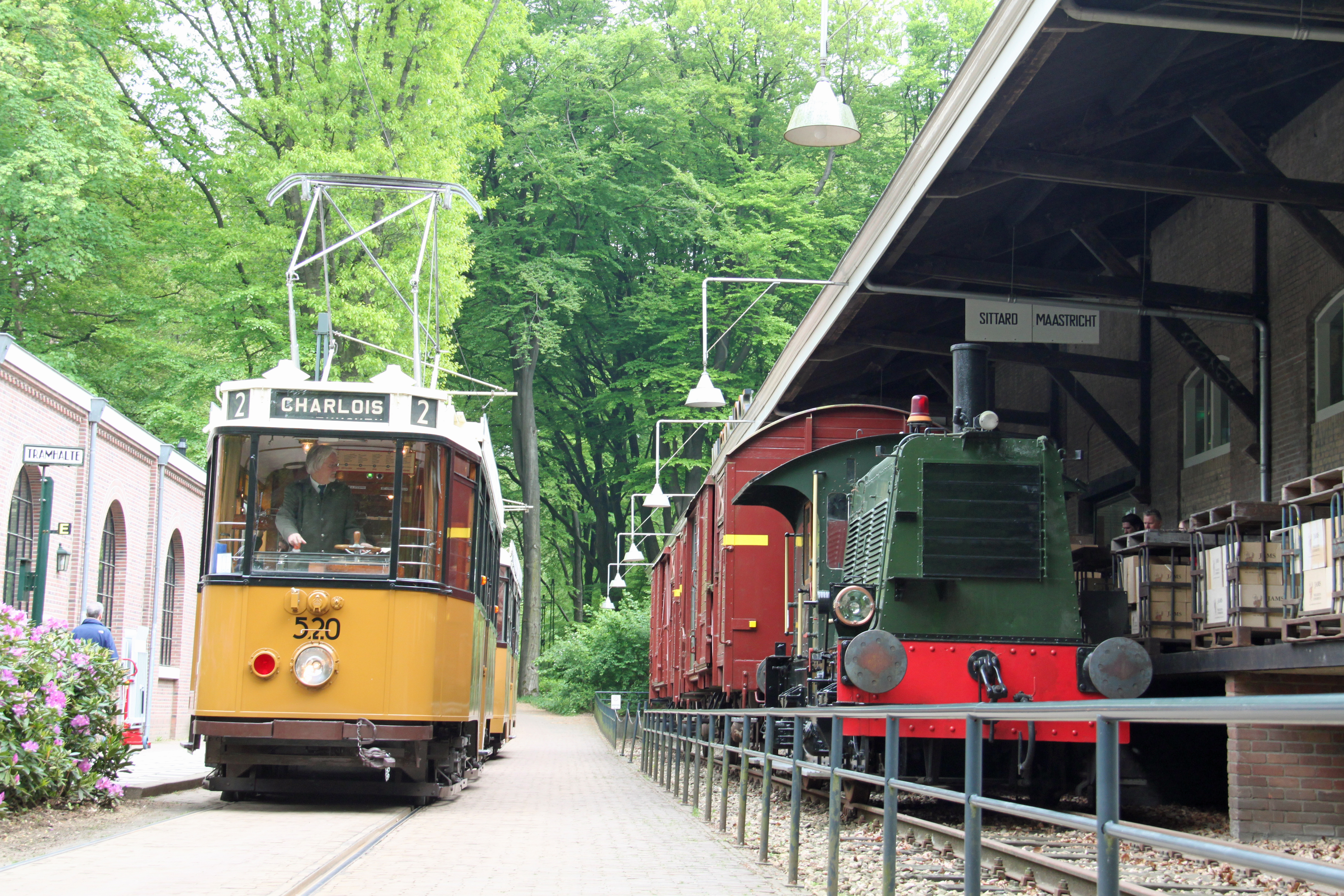
Sik 285 is sinds 2007 in bruikleen bij het Nederlands Openluchtmuseum te Arnhem. Links een Rotterdamse tram; 4 mei 2014.
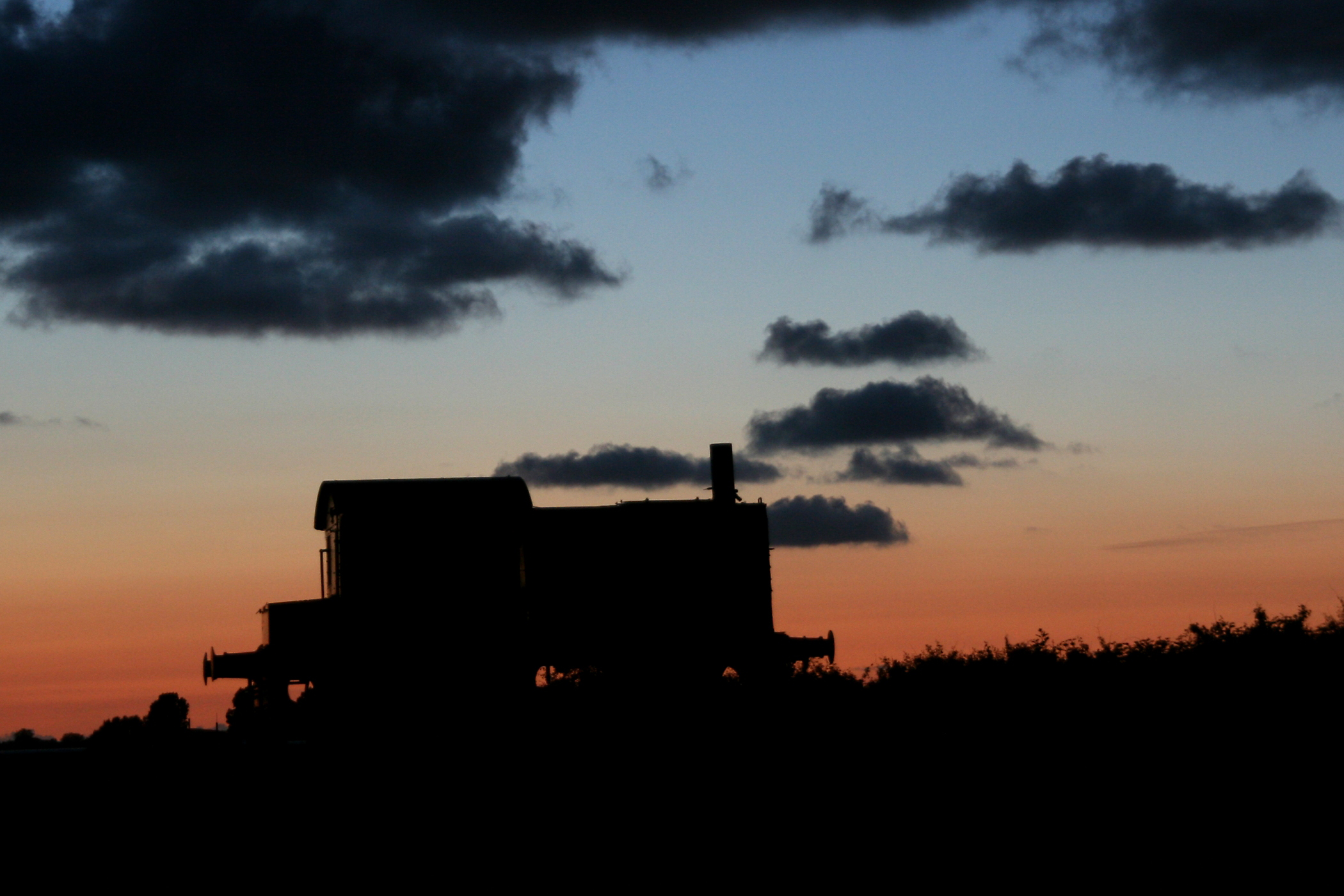
Niet meer rijvaardige Sik bij Nationaal Smalspoormuseum.
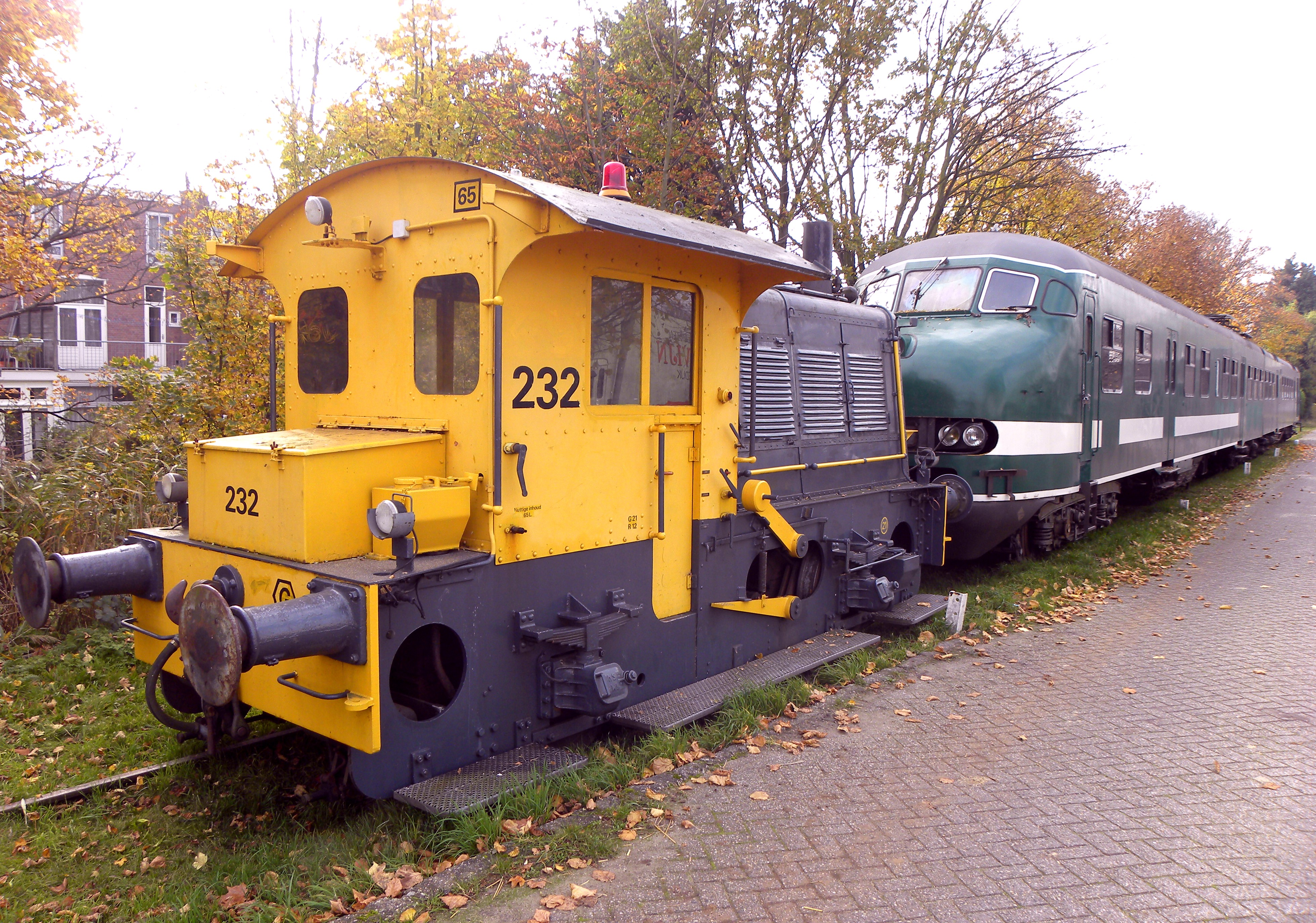
Locomotor 232 met treinstel Plan V, bestaande uit de ABk 852 en de Bk 916
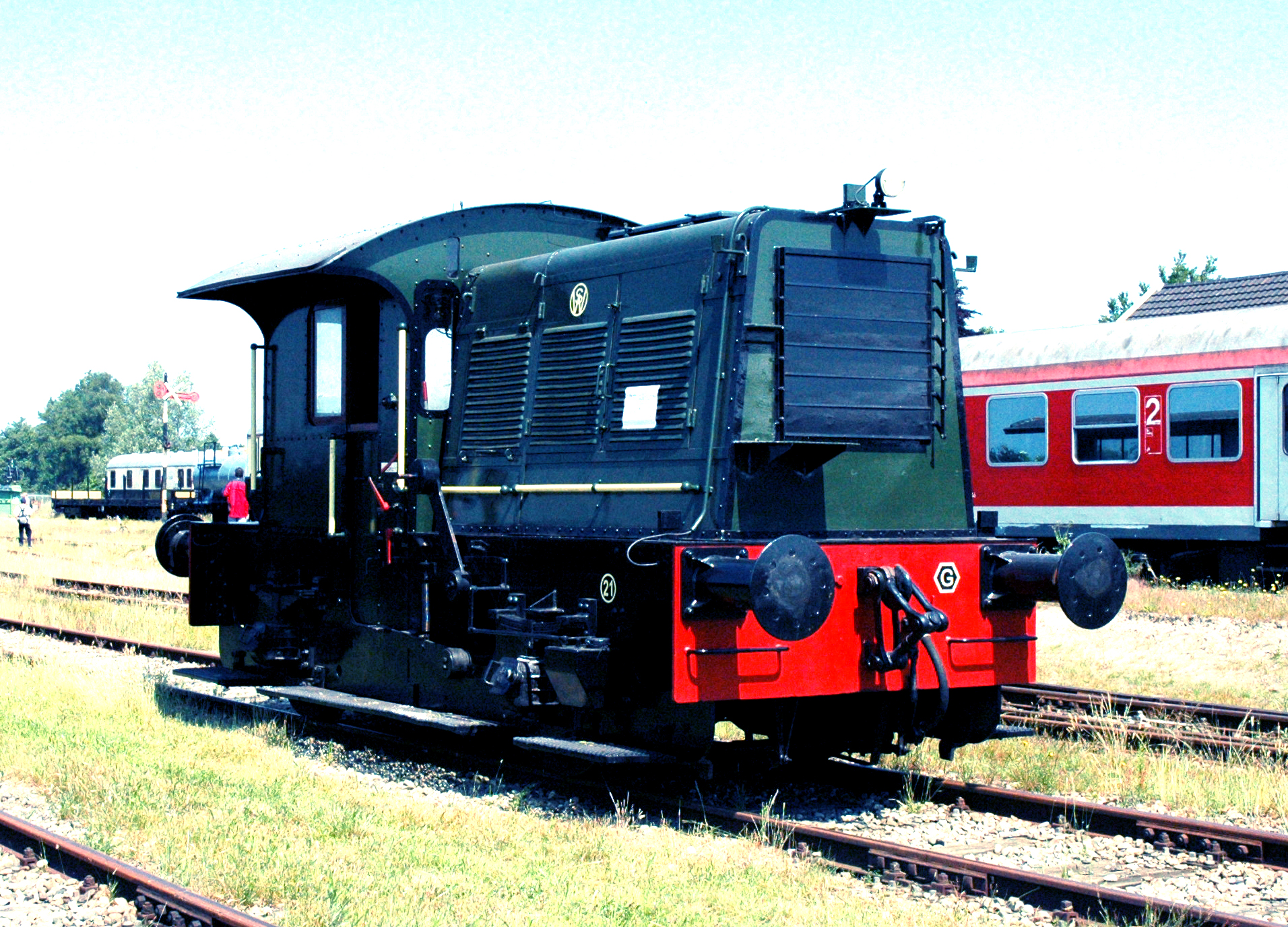
Locomotor 204 op 15 juni 2005 te Stadskanaal met afgenomen schoorsteen.
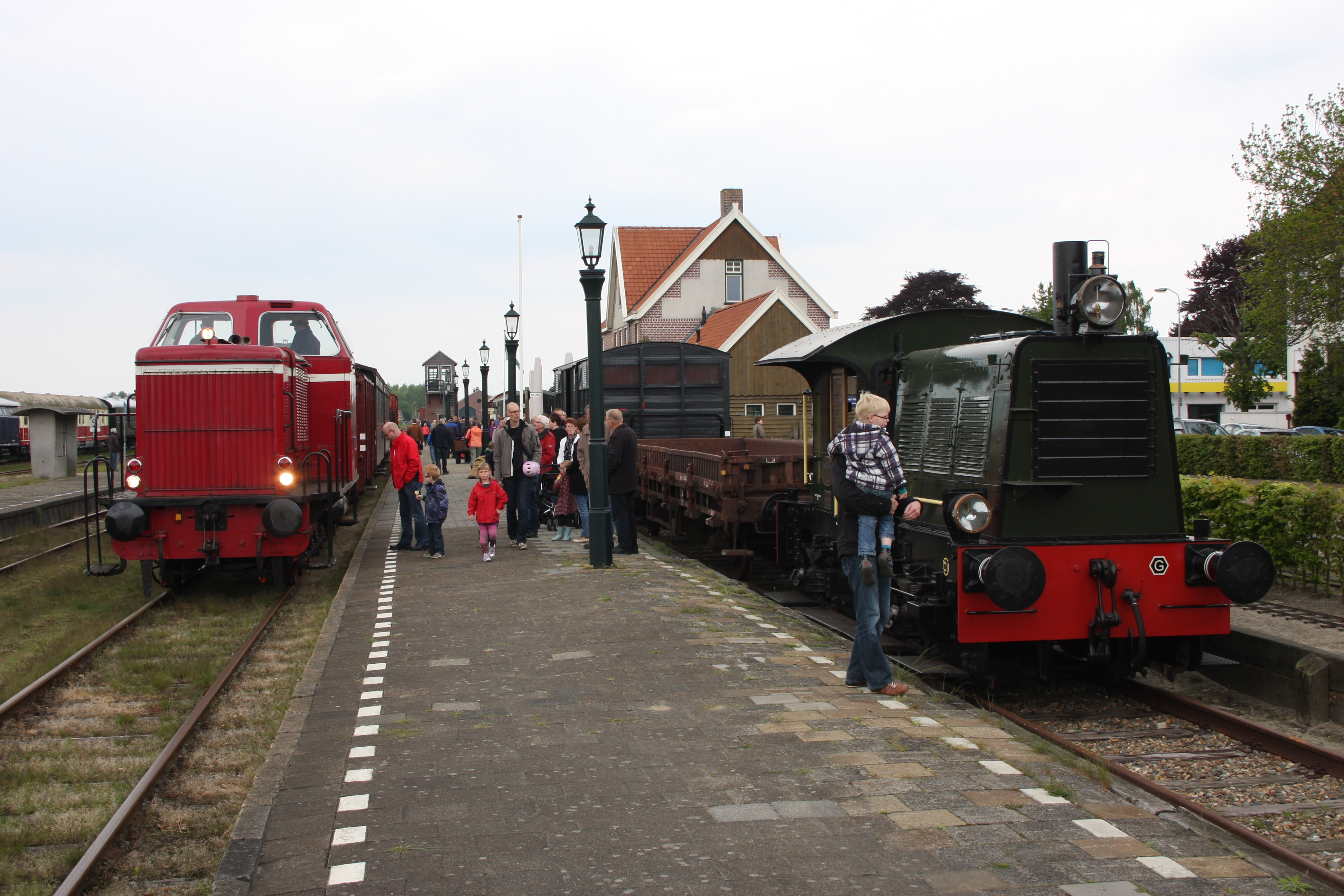
Locomotor 204 rangeert met diverse goederenwagens te Stadskanaal; 17 mei 2012.
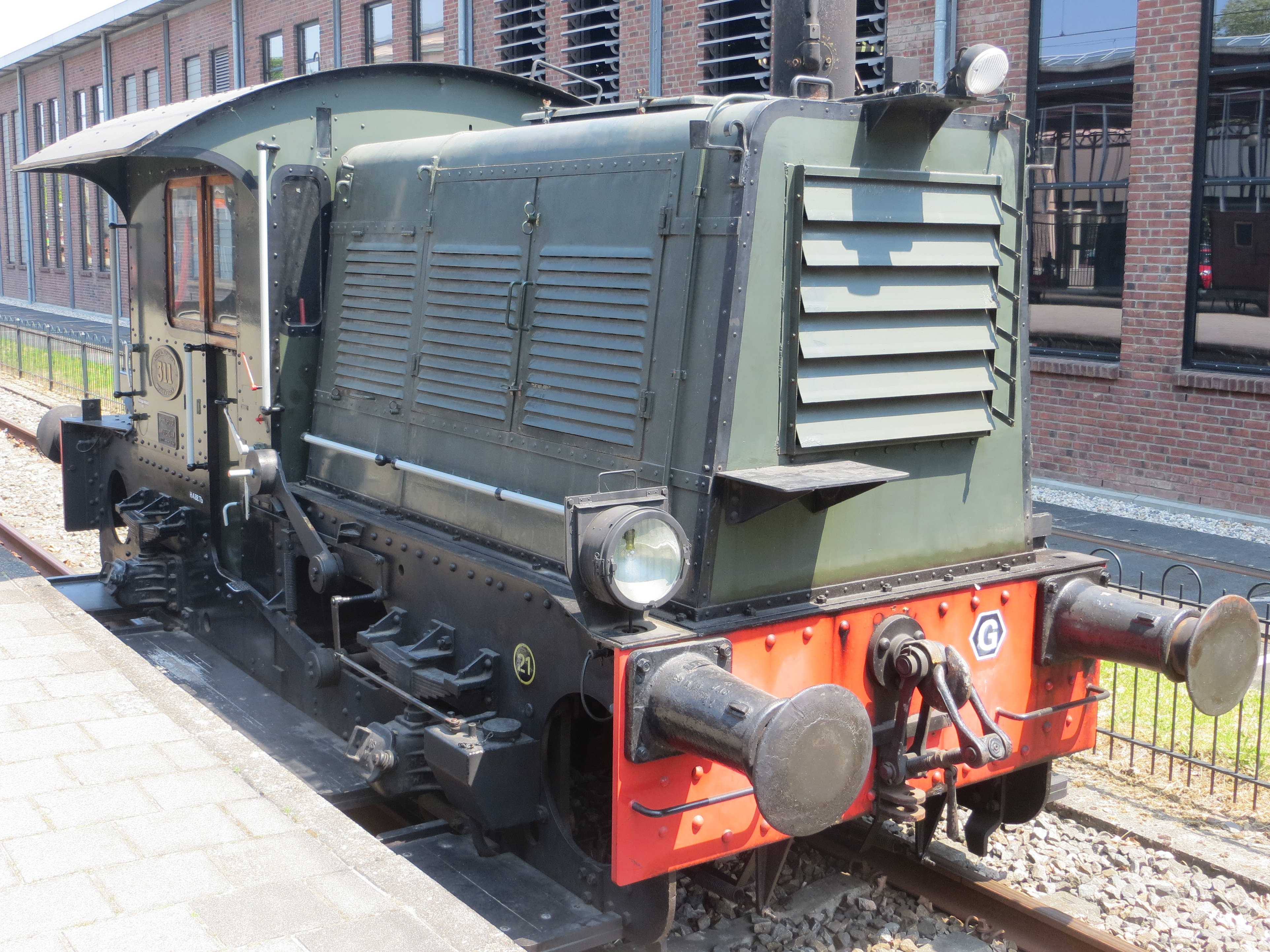
Locomotor 311 in originele groene kleurstelling met ouderwetse lantaarns.
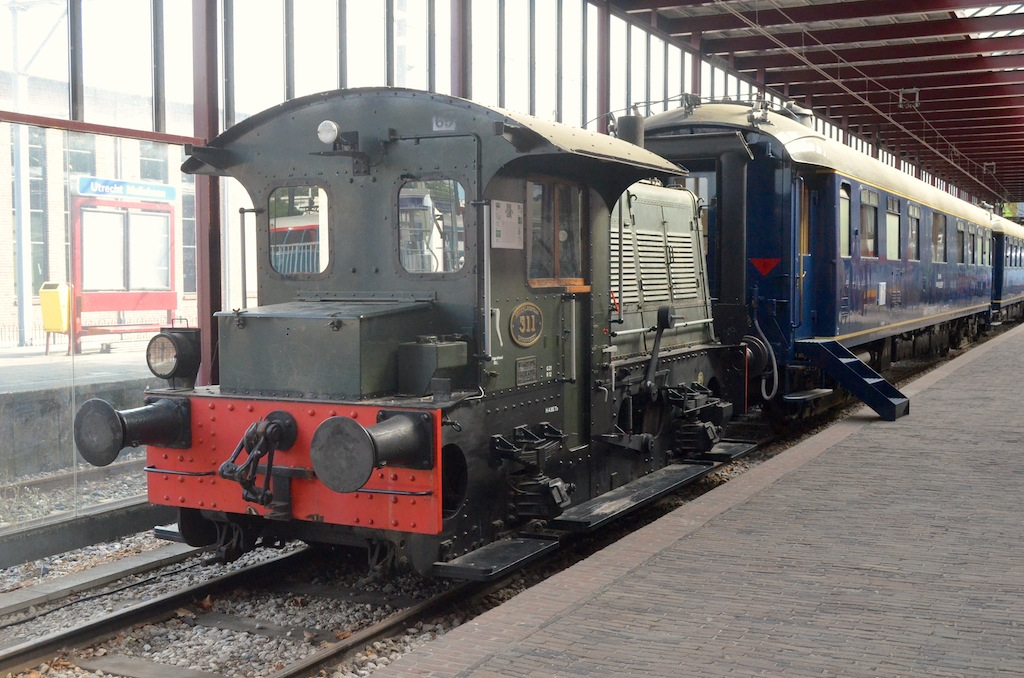
Locomotor NS 311 in het Spoorwegmuseum.
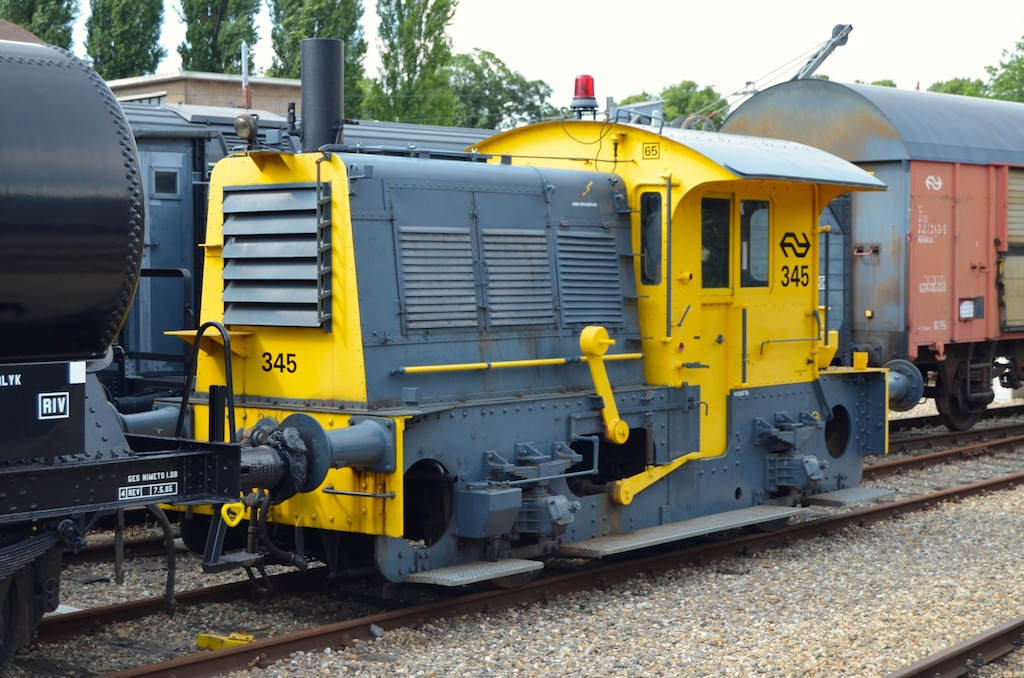
Locomotor NS 345 in het Spoorwegmuseum.
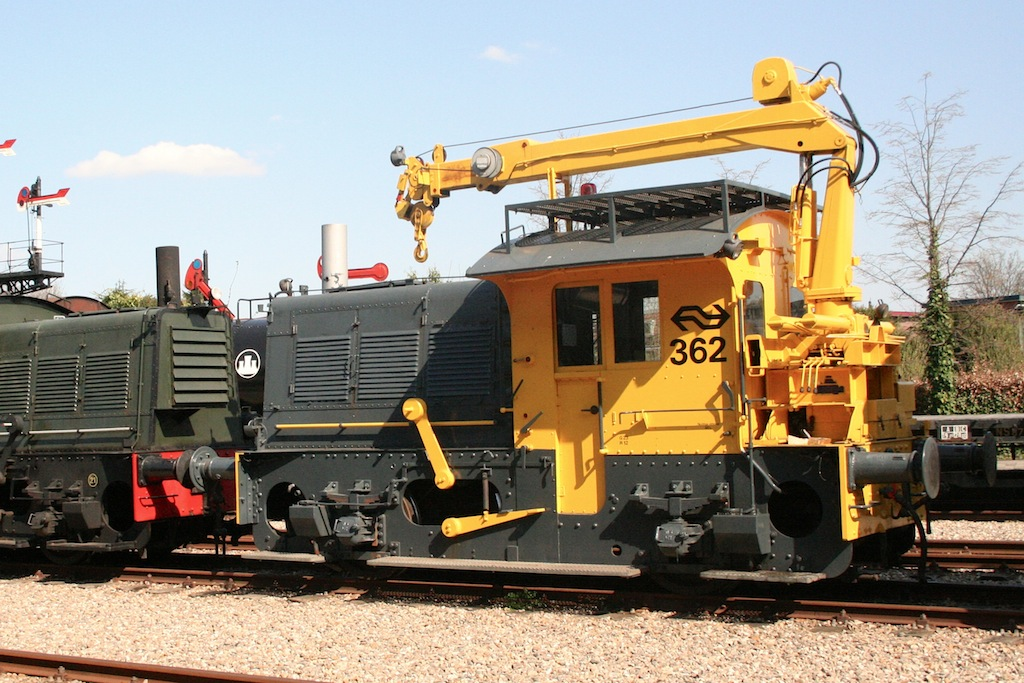
Locomotor NS 362 (Kraansik) in het Spoorwegmuseum.
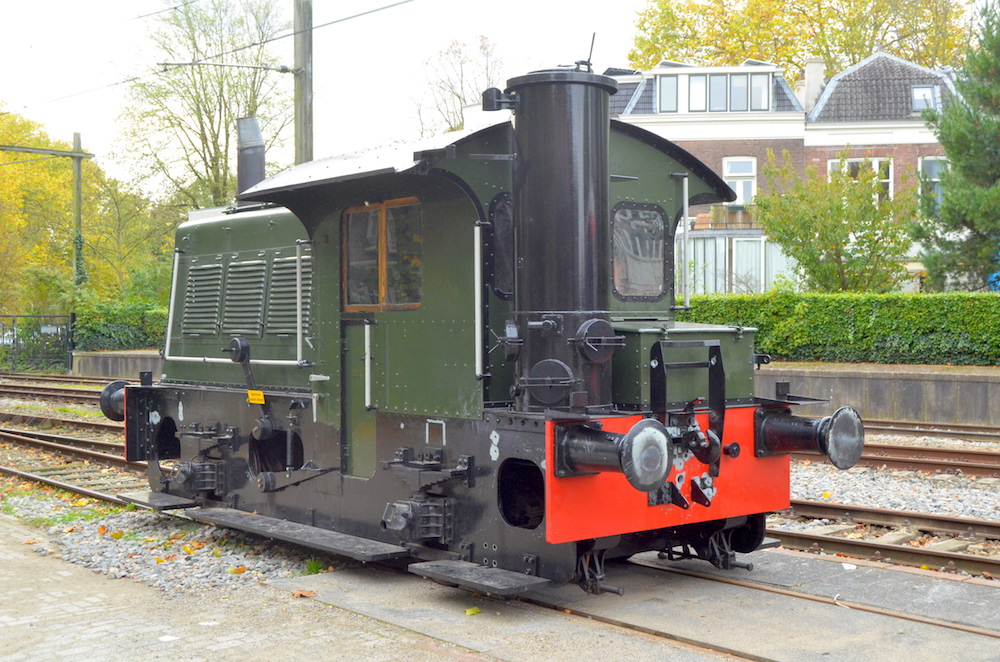
Locomotor NS 210 (met houtgasgenerator) in het Spoorwegmuseum.
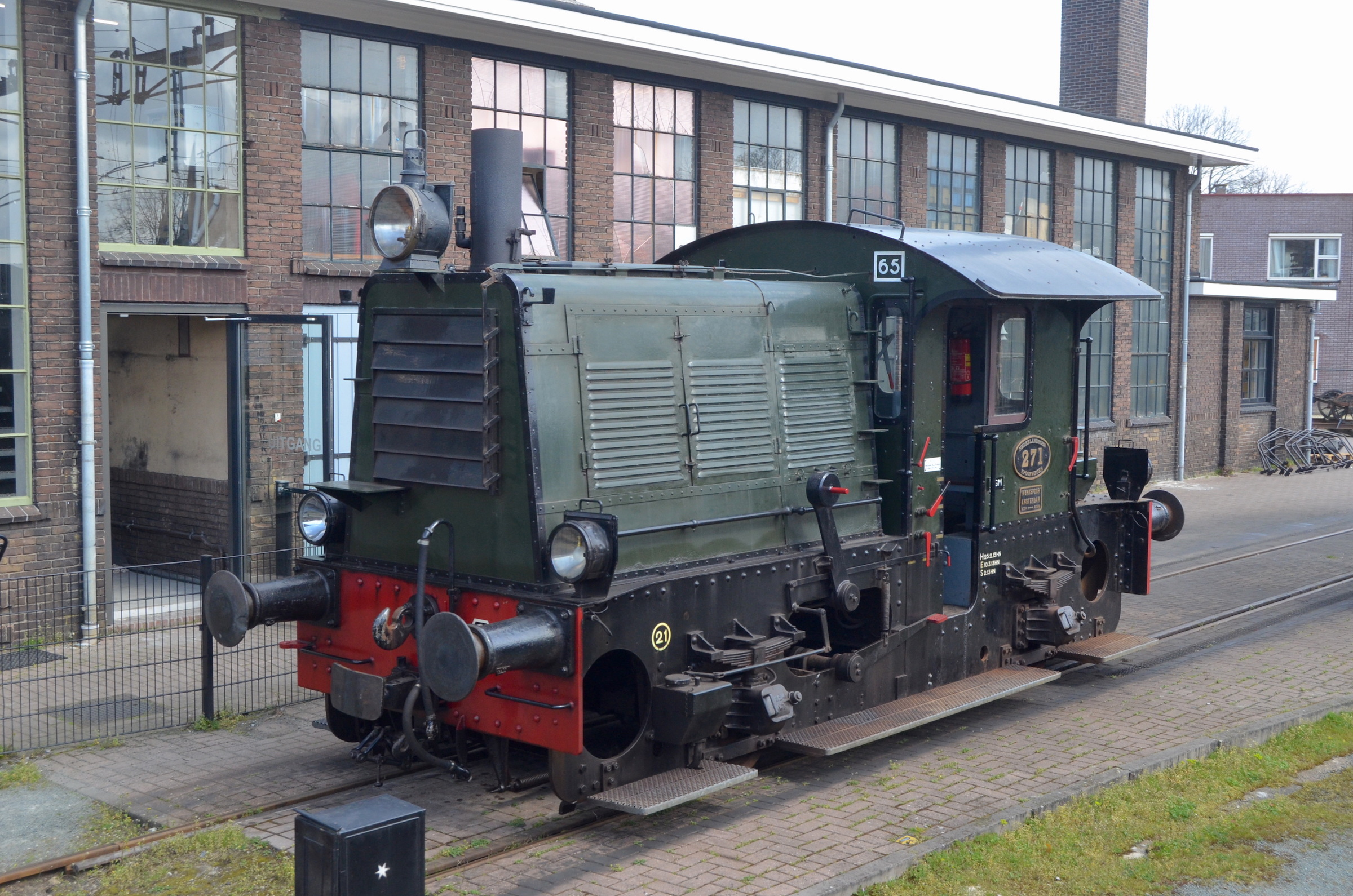
Loc NS 271 naast de SHM-locloods te Hoorn; 15 april 2023.
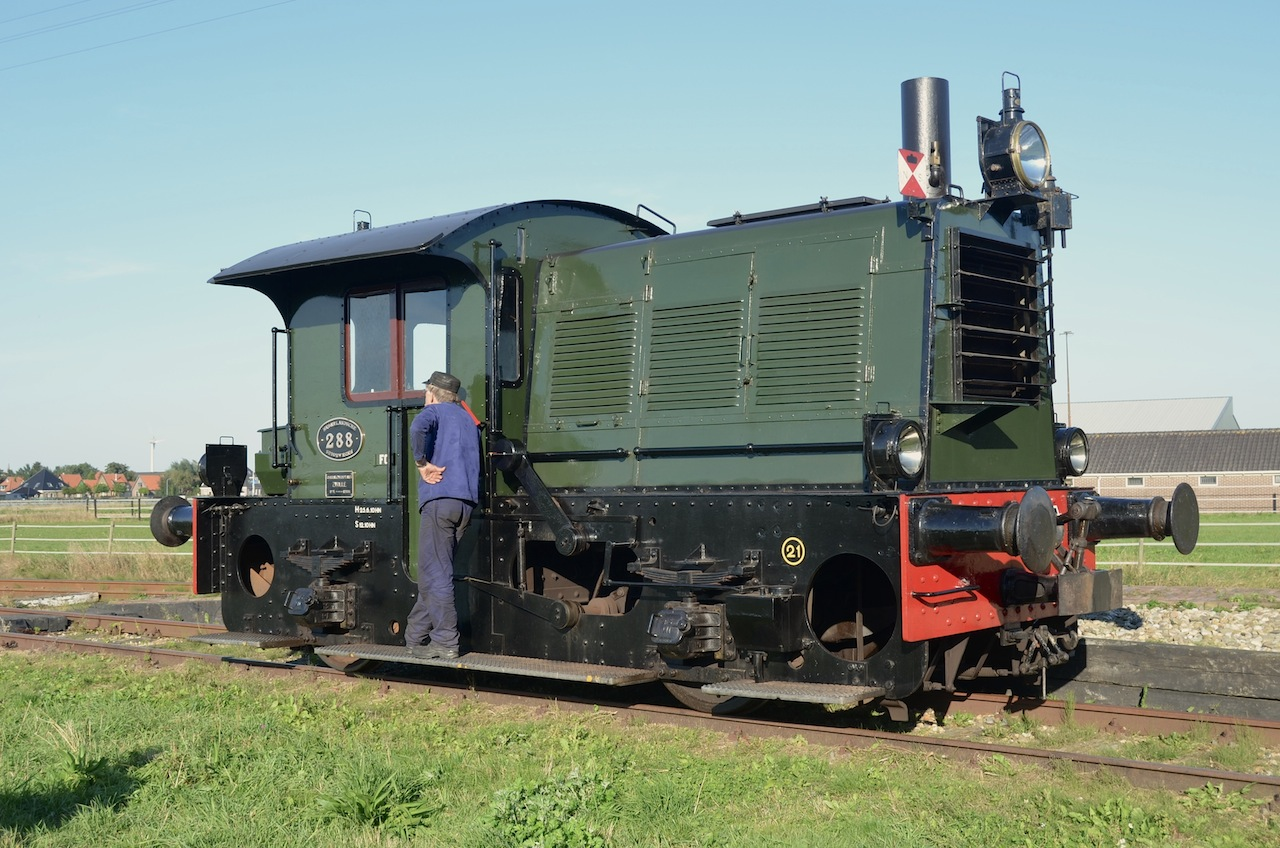
SHM-locomotor 288 van de Nederlandse Spoorwegen, te Twisk; 29 september 2013.
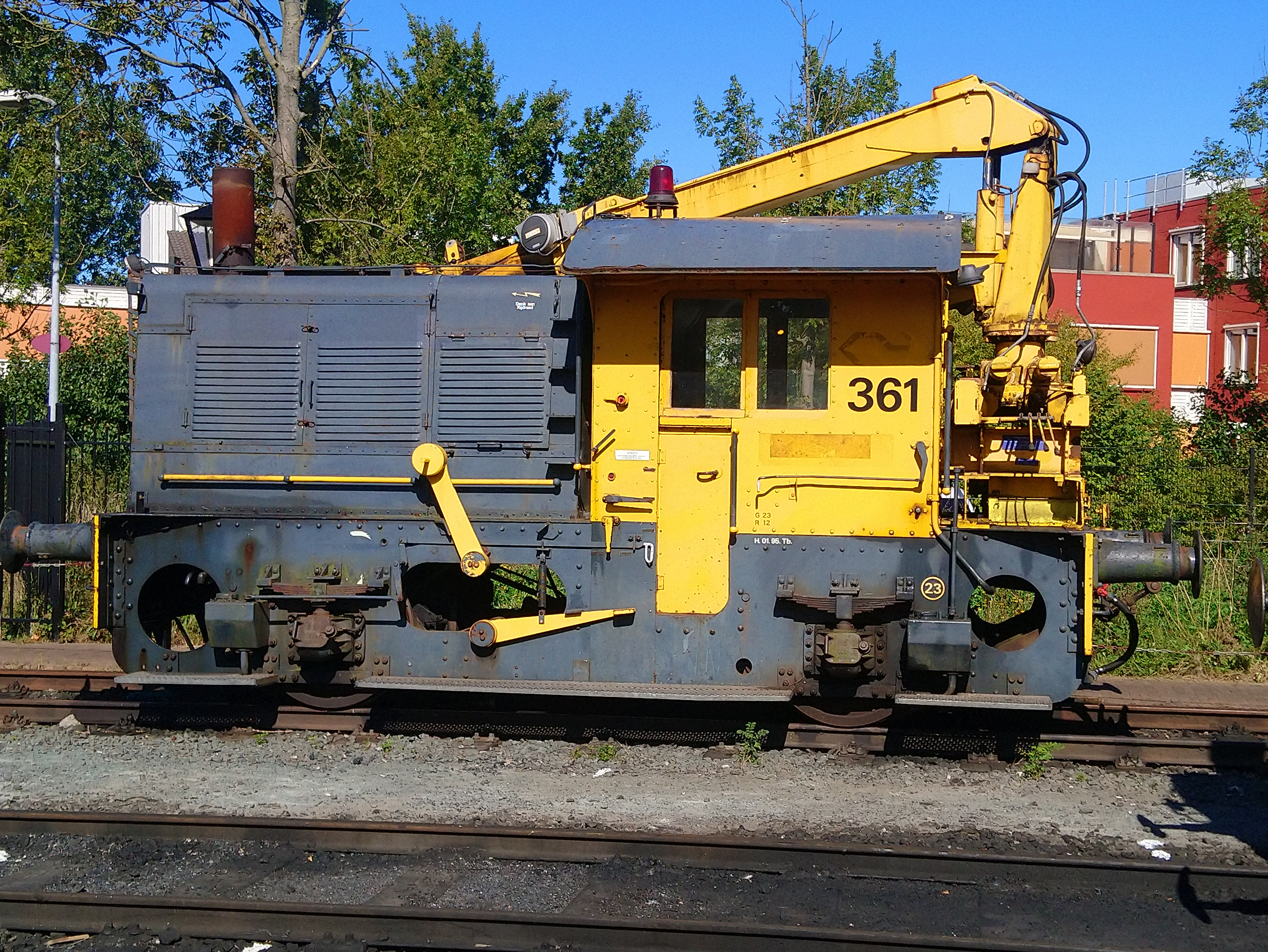
Loc NS 361 bij de SHM-locloods te Hoorn.
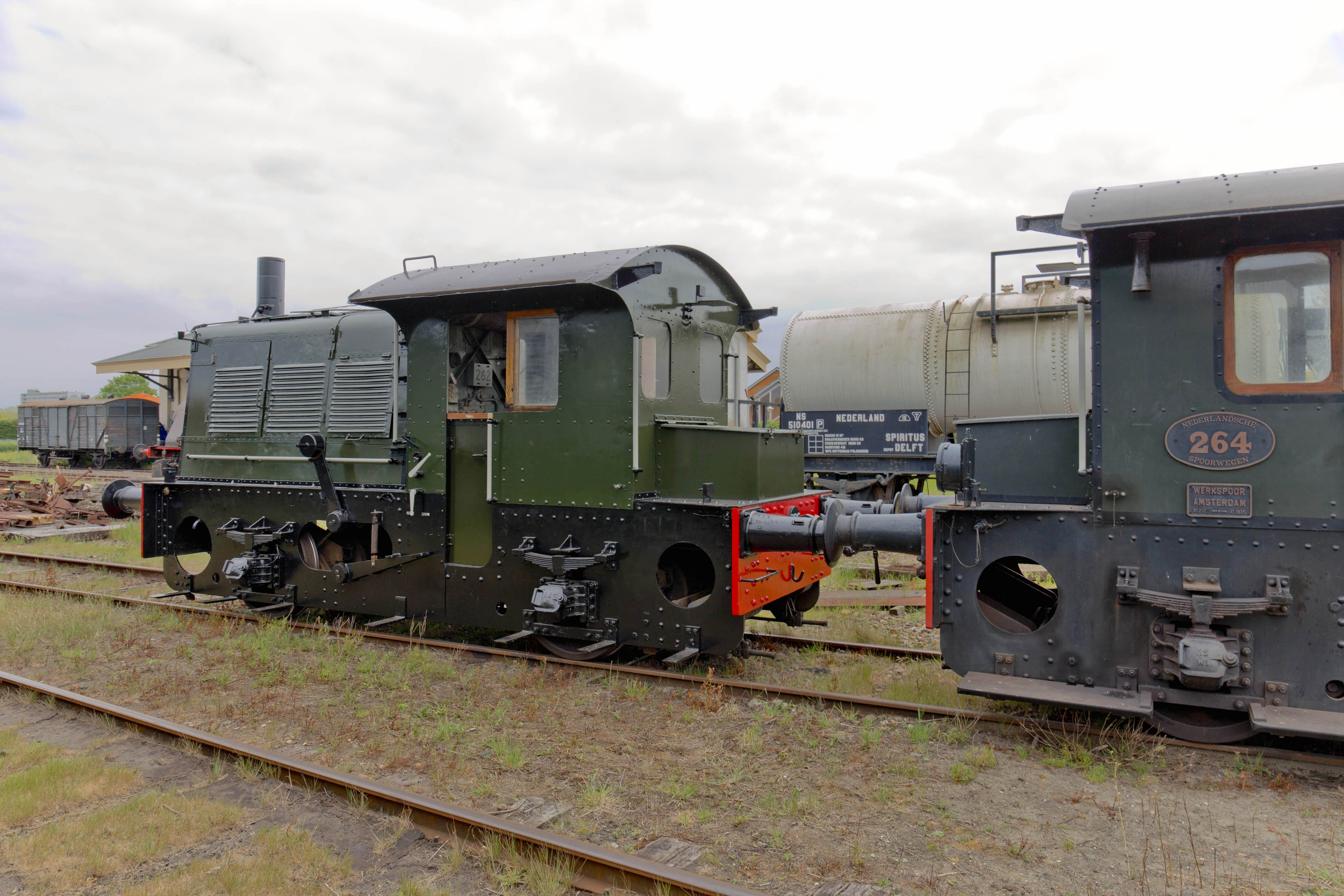
NS 262 en NS 264 bij de Stoomtrein Goes-Borsele.
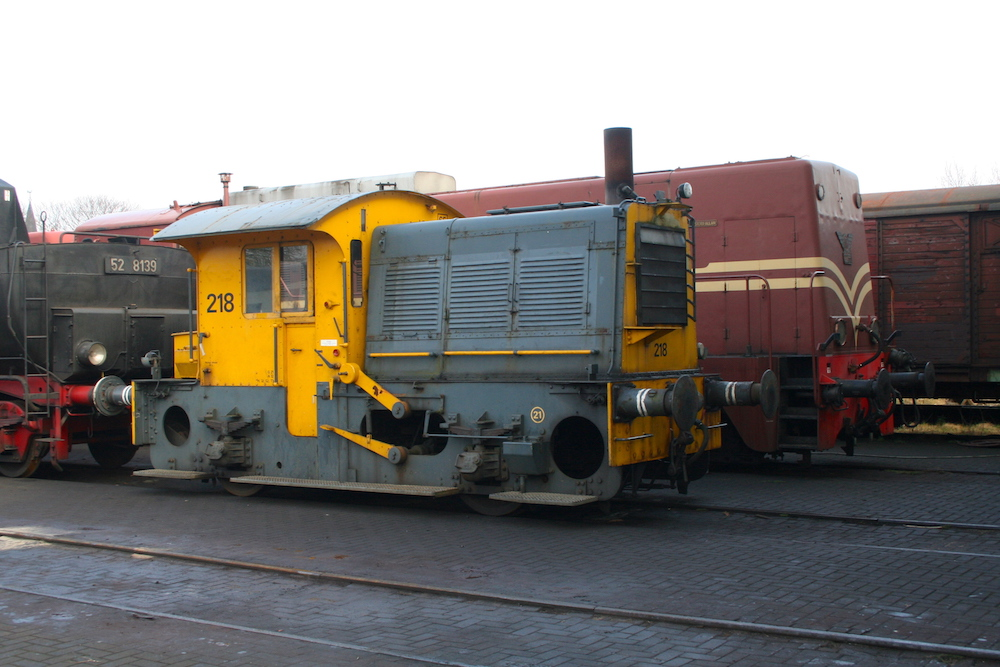
Locomotor NS 218 bij de Veluwsche Stoomtrein Maatschappij.
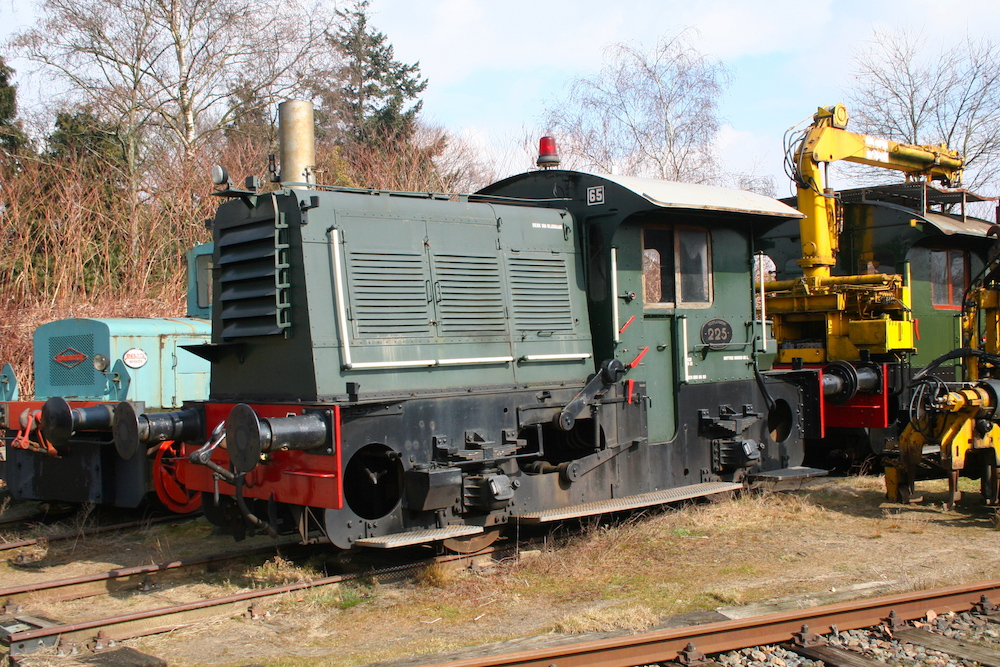
Locomotor NS 225 bij de Veluwsche Stoomtrein Maatschappij.
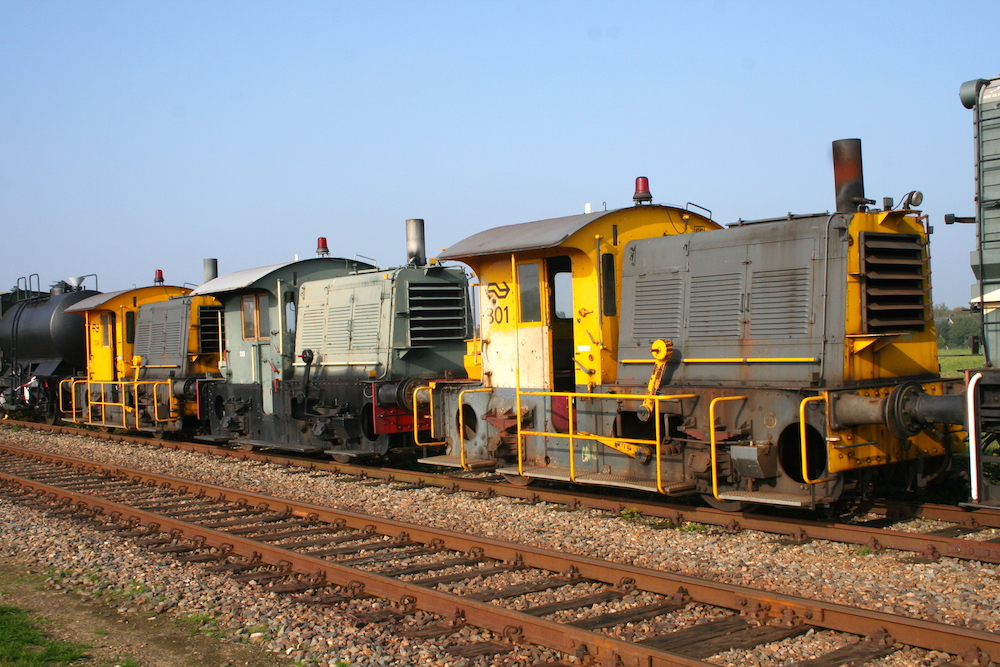
Locomotor NS 301 bij de Veluwsche Stoomtrein Maatschappij.
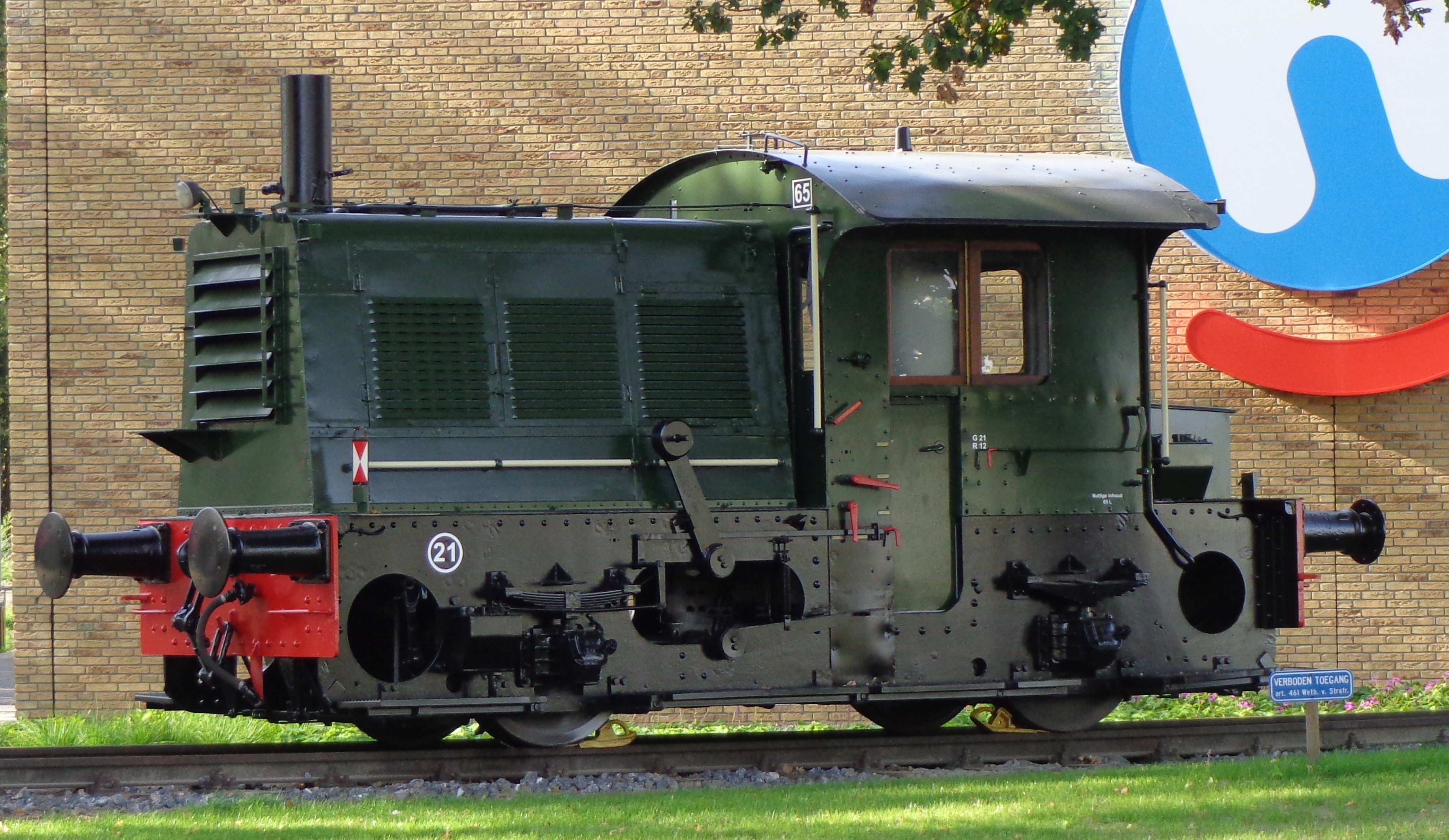
Locomotor NS 301 te Woudenberg.